# O・R・タンボ国際空港
O・R・タンボ国際空港（O・R・タンボこくさいくうこう、英語: O.R. Tambo International Airport)は、南アフリカ共和国ハウテン州エクルレニ都市圏にある国際空港である。
2006年、ヨハネスブルグ国際空港（Johannesburg International Airport）から改称した。

## 概要
ヨハネスブルグ近郊に所在する。年間旅客人員数はアフリカの空港で最多の19,440,000人で、南アフリカ最大の航空会社である南アフリカ航空を筆頭に国内の航空会社の多くがハブ空港としている。

## 歴史
それまでヨハネスブルグ周辺の主要空港であったランド空港や欧州便を取り扱っていたパルミエトフォンテーン国際空港に代わり、1952年にイーストランド地域のケンプトン・パークに開港した。当初の空港名は南アフリカ連邦の首相を務め、第2次ボーア戦争の指揮官であったヤン・スマッツの名前にちなみ、「ヤン・スマッツ国際空港（Jan Christiaan Smuts International Airport）」であった。
最初のフライトは、イギリスのヒースロー空港から英国海外航空のデ・ハビランド DH.106 コメットによって行われた。
1970年代に入るとコンコルドのテスト空港として利用され、高高度で飛行する航空機が離着陸する時にどう機能するのかを明らかにした。
しかし1980年代に入り、アパルトヘイト政策への国際的批判の高まりにより、国際連合が経済制裁を決定した。それに伴い、航空会社の多くは南アフリカ発着便の運航をやめなければならなかった。欧州方面へ向かうフライトなどで南アフリカ航空などは、安全上の問題やアフリカ諸国からの拒否などでアフリカ大陸上空の飛行ができなかったため、いったん大西洋上へ出るなどしてアフリカ大陸の膨らみを迂回飛行しなければならず、長距離飛行に優れたボーイング747-SPを当時よく使っていた。
1994年、アパルトヘイト撤廃後の総選挙を経て発足した新政府は、政治家の人名を空港の名称に使用しないことを表明した。そのため、「ヤン・スマッツ国際空港」は「ヨハネスブルグ国際空港」に改称された。しかし、2005年後半、アパルトヘイト闘争の英雄であるオリバー・タンボの名をとって「オリバー・タンボ国際空港」に変更することが提案された。2006年6月30日に改称の実施が公布され、2006年10月27日に新しいサインなども整えられたうえで名称変更がなされたが、名称変更には多額の費用が掛かることや1994年の表明と矛盾していることに関して批判があった。
当空港の年間旅客数は、1996年にカイロ国際空港を超えた。2006年には、3月までの段階で既に1610万人の旅客を取り扱い、前年同期比で11 %の増加を記録した。2010年のFIFAワールドカップ南アフリカ大会までには、年間2100万人となることが予想された。
2006年11月26日には、アフリカ大陸にある空港としては初めて、エアバスA380が飛来した。これは、南極を通過してシドニーへ向かう試験飛行中に寄港したものだった。
2011年、スカイトラックス社が実施した空港部門の評価で、アフリカ域内第1位となった。

## 空港情報

### 滑走路
高度が約1,700mあり空気が平地より薄くなっている。それにより航空機の性能にも影響がある。例えば、ヨハネスブルグからワシントンD.C.までエアバスA340-600で運航する場合、燃料を満タンにすると重くなりすぎ、当空港からは離陸できないため、燃料補給のためにダカール・レオポール・セダール・サンゴール国際空港に寄港しなければならない。これは、高地で空気が薄くなることで翼にかかる揚力が低下し、最大離陸重量かそれに近い状態での安全な離陸は航空機の設計上不可能だからである。これとは対照的に、ワシントン・ダレス国際空港から戻ってくるフライトでは出発地が低地（標高95m）なので航空機の性能を生かし、直行便で14時間である。南アフリカ航空は現在、西アフリカの市場を考慮しアメリカ合衆国に出入りする、幾らかの便をセネガルのダカール経由で行っている。南北方向の2本の平行滑走路と、使用されなくなった交差する滑走路がある。西滑走路03L/21Rは4400m以上あり世界の国際空港に存在する滑走路の中では長い滑走路のうちの一つである。当空港の高度が高く薄い空気の影響で荷物を満載にした航空機が離陸するためにはこれ程の長さの滑走路が必要であった。繁忙な時間帯には着陸する航空機は東滑走路を使い、離陸する航空機は西滑走路を使用している。

### ターミナル

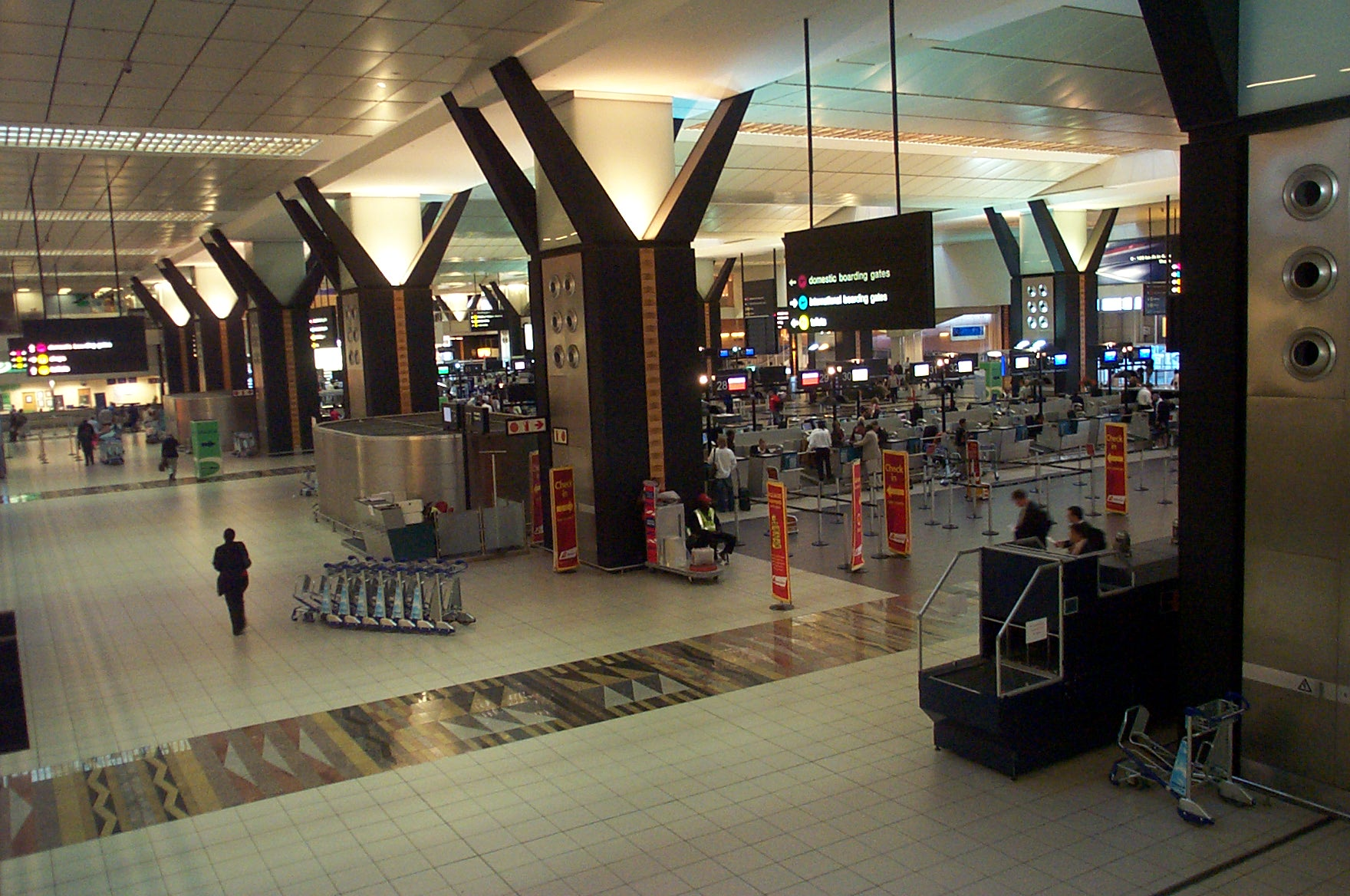
国際線ターミナル

空港には6つのターミナルがあるが、国際線ターミナル、国内線ターミナル、トランジットターミナルの3つの主要エリアに分けることが出来る。トランジットターミナルは、国内線の古く使われなくなったエリアに供用された。古くなった場所の大部分は新しい中央ターミナルを建設するため取り壊され、国内線ターミナルと国際線ターミナルの屋内連絡路とチェックインエリア、より多くのゲートが供用される。
当空港は南アフリカ航空博物館の基盤としても利用されており、南アフリカ航空の記念物で満たされている。1987年のヤン・スマッツ国際空港の時代の建物の時に二人の航空ファンの考えによって始められた。

### 拡張工事
空港を管理している、南アフリカ空港会社(Airports Company South Africa ACSA)は2010年FIFAワールドカップに備えて大規模な空港の拡張を行うと発表している。計画には国際線ターミナルの拡張も含まれている。これは、A380の就航に対応したもので新しいピアによって容量を引き上げる。新しい中央ターミナルは現在建設中であり、反対側には高層化された駐車施設が4億7000万ランドの費用で建設中である。ターミナルAは道路と結び付けられるなどの再編成等により多くの国際線出発スペースに充てられる。
中央ターミナル(建設費200億ランド)では容量が引き上げられ国内線と国際線の旅客が直接行き来出来るようになり、A380に対応された荷物コンベアも追加される。到着エリアはレベル(階)1に設置され、出発エリアはレベル3に拡張される。レベル2では商業施設などが入居する。ハウトレインの駅もターミナル内に設置される。
新しい国際線ピア(建設費5億3500万ランド)は到着と出発の取扱能力が増加し9箇所の二重構造の乗り場が追加される。そのうち4箇所はA380と互換性がある。ボーディング・ブリッジは既に設置され免税品店街も拡張。
追加されるラウンジなどは上階に建設される。
新しい国際線ピアと改良される中央ターミナルは両方とも2009年に完成された。第二のターミナルを2本の滑走路の間に建設させることも議題に上り、2012年までに完成させることが提案された。
国内線と国際線のチェックイン施設、乗り場、店舗、ラウンジなど計画の整備にようする費用は8億から10億ランド
の範囲とされている。2015年までには毎年2400万人から2500万人の旅客を扱うことが予想される。
当空港は世界的にA380を扱うことが出来る少ない目的地であるとエアバスはリストしている。世界的な航空会社は長距離の目的地としてヨハネスブルグ便を運航するため、A380が就航しサービスを開始する最初の年に当空港で見られることとなるかもしれない。ロンドンからのほとんどの便は毎日ボーイング747が使用されている。2009年4月1日に建設中の新ターミナルBが完成し、南アフリカ航空全路線が集結するようになった。そして、2009年からエールフランスが当空港にA380を飛ばしており、2019年8月時点ではエミレーツ航空、ブリティッシュエアウェイズがA380を飛ばしている。

## 交通

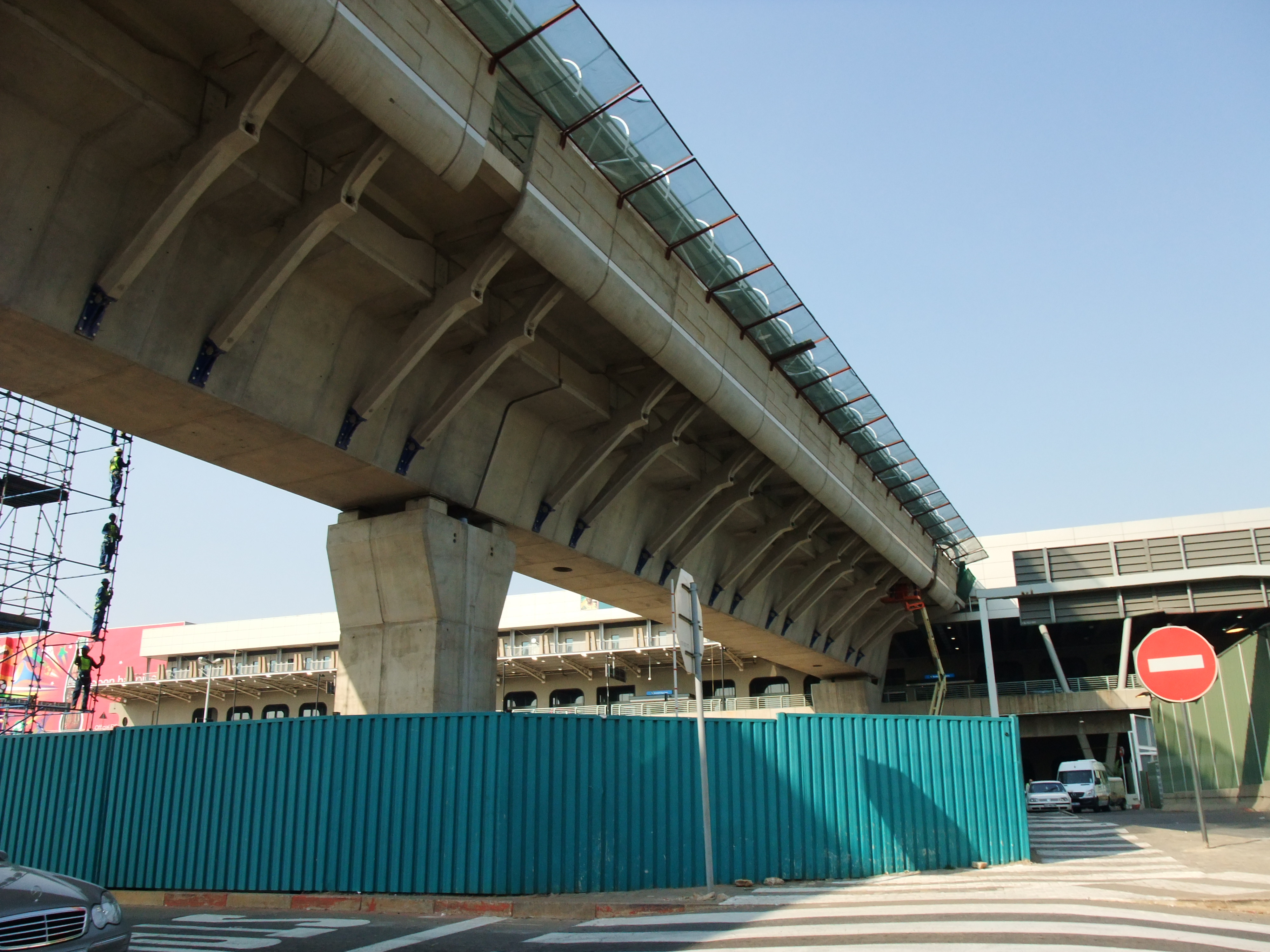
O・R・タンボ国際空港駅

### 道路
空港と市内を結ぶ公的なシャトルバスは存在しないため、タクシーまたは各ホテルの送迎バスを利用することになる。タクシーでヨハネスブルグ市内まで約25分、料金は300 - 350ランド。

### 鉄道
- ハウトレイン･･･ヨハネスブルグ中心部とプレトリアを結ぶハウトレイン空港線が2010年6月に開通し、O・R・タンボ国際空港駅として空港ターミナルビルに乗り入れている。サントン駅まで所要14分、運賃は142ランド。ヨハネスブルグ中央駅まではサントン駅で乗り換えが必要となり、乗り換え時間を含めない所要時間は22分、運賃は153ランド。プレトリアまではマールボロ駅で乗り換えが必要となり、乗り換え時間を含めない所要時間は33分。運賃は164ランド。運賃はメトロレールと比べるとかなり高いが安全に利用できる。

- メトロレール･･･空港から西に徒歩15分のところにメトロレールのISAND駅とRHODESFIELD駅がある。ヨハネスブルグパーク駅（ヨハネスブルグ中央駅）まで直通で約30分 - 45分、運賃は7.5ランド - 12ランド。プレトリア駅までは直通で43分 - 1時間程度、運賃は8.5～15ランド前後である。空港ターミナルビルには乗り入れておらず、本数が少ないため空港アクセス駅としてよりは空港関連の従業員が利用する程度である。しかし、ハウトレインに比べると運賃ははるかに安い。

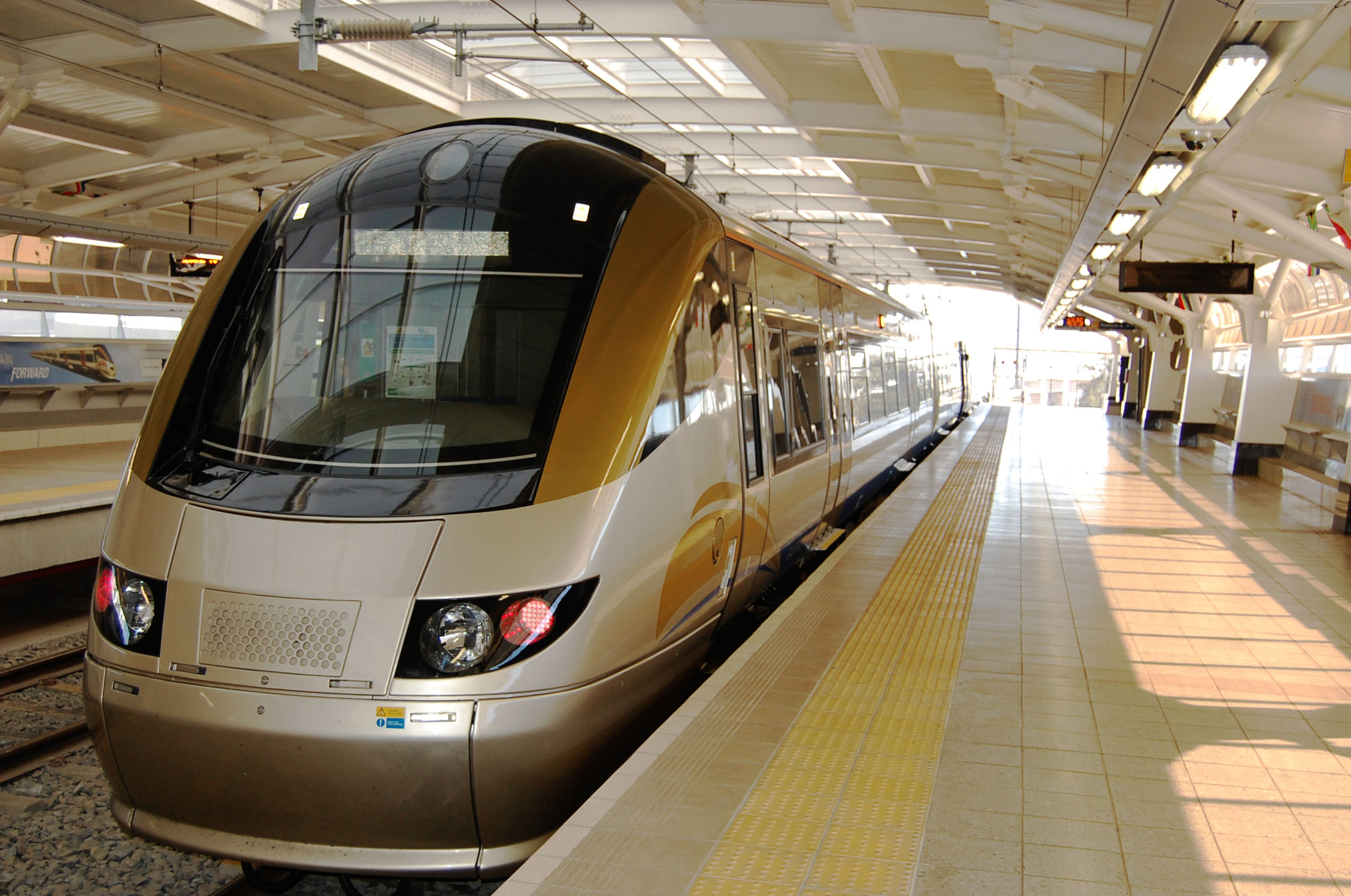
O・R・タンボ国際空港駅ホーム

## 就航航空会社と就航都市

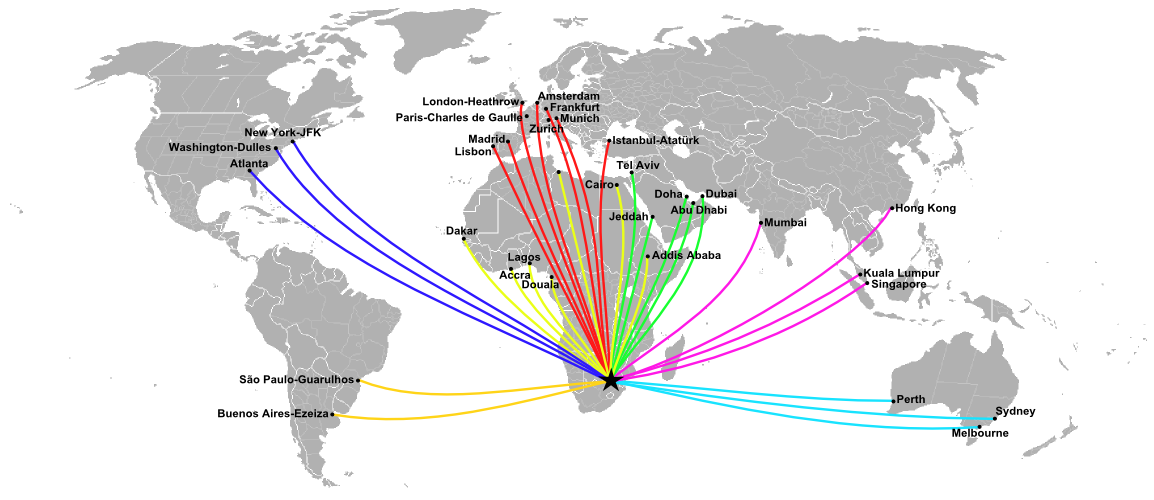
国際線路線図

国際線（南部アフリカ）路線図

国内路線図

デルタ航空はアメリカ合衆国ジョージア州のアトランタ国際空港と当空港(ダカール経由)との間で2006年12月4日より就航を開始しているが、2009年6月2日からBoeing777-200LRを投入し、直行便に切り替えた。デルタ航空はアメリカ合衆国のメジャーな航空会社では唯一南アフリカ路線に就航している。
南アフリカ航空はワシントン・ダレス国際空港とジョン・F・ケネディ国際空港との間に既に毎日就航している。日本との間では南アフリカ航空が以前は関西国際空港までバンコク経由で乗り入れていたが、現在は運休中である。香港発がNH6665/SA287便、ヨハネスブルグ発がNH6666/SA286便で、毎日運航している。

### ターミナルA
| 航空会社                       | 就航地 |
| ------------------------------ | --- |
| 南アフリカ航空                 | アブダビ国際空港(アブダビ)、フランクフルト国際空港(フランクフルト)、香港国際空港(香港)、ロンドン・ヒースロー空港(ロンドン)、ミュンヘン空港(ミュンヘン)、ジョン・F・ケネディ国際空港（ニューヨーク）、パース国際空港(パース)、グアルーリョス国際空港(サンパウロ)、ダレス国際空港(ワシントンD.C)                                                                                    |
| エアリンク                     | イヴァト空港(アンタナナリボ))、ベイラ空港(ベイラ)、ブラワヨ空港(ブラワヨ)、ハラレ国際空港(ハラレ)、カサネ国際空港(カサネ)、ルサカ国際空港(ルサカ)、キング・ムスワティ3世国際空港(マンジニ)、モショエショエ1世国際空港(マセル)、ンドラ空港(ンドラ)、ナンプラ空港(ナンプラ)、ペンバ空港(ペンバ)、テテ空港(テテ)、ヴィランクロス空港(ヴィランクロス)、セントヘレナ空港(セントヘレナ) |
| エジプト航空                   | カイロ国際空港(カイロ) |
| エチオピア航空                 | ボレ国際空港(アディスアベバ) |
| ケニア航空                     | ジョモ・ケニヤッタ国際空港(ナイロビ) |
| LAMモザンビーク航空            | マプート国際空港(マプート)、ナンプラ空港(ナンプラ)、ペンバ空港(ペンバ)、ベイラ空港(ベイラ)、テテ空港(テテ)、ヴィランクロス空港(ヴィランクロス)、イニャンバネ空港(イニャンバネ) |
| エア・ジンバブエ               | ハラレ国際空港(ハラレ)、ビクトリアフォールズ空港(ビクトリアフォールズ)、ブラワヨ空港(ブラワヨ) |
| エア・ボツワナ                 | セレツェカーマ国際空港(ハボローネ)、マウン空港(マウン)、フランシスタウン空港 |
| ナミビア航空                   | ウィンドフック・ホセア・クタコ国際空港(ウィントフック)、ウォルビスベイ空港(ウォルビスベイ) |
| ルワンダエア                   | ルサカ国際空港（ルサカ）、キガリ国際空港(キガリ) |
| マダガスカル航空               | イヴァト空港(アンタナナリボ) |
| エア・セイシェル               | セイシェル国際空港(ヴィクトリア) |
| ファストジェット               | ジュリウス・ニエレレ国際空港(ダルエスサラーム) |
| TAAGアンゴラ航空               | ルアンダ国際空港(ルアンダ) |
| マラウイ・エアラインズ         | チレカ国際空港(ブランタイヤ)、リロングウェ国際空港(リロングウェ) |
| アリク・エア                   | ムルタラ・モハンマド国際空港 (ラゴス) |
| エル・アル航空                 | ベン・グリオン国際空港(テルアビブ) |
| カタール航空                   | ハマド国際空港(ドーハ) |
| エミレーツ航空                 | ドバイ国際空港(ドバイ) |
| エティハド航空                 | アブダビ国際空港(アブダビ) |
| サウディア                     | キング・アブドゥルアズィーズ国際空港(リヤド)、プリンス・モハンマド・ビン・アブドゥルアズィーズ国際空港(マディーナ) |
| ターキッシュエアラインズ       | アタテュルク国際空港(イスタンブール) |
| ブリティッシュ・エアウェイズ   | ロンドン・ヒースロー空港(ロンドン) |
| ヴァージンアトランティック航空 | ロンドン・ヒースロー空港(ロンドン) |
| エールフランス航空             | パリ＝シャルル・ド・ゴール空港(パリ） |
| エール・オーストラル           | ローラン・ギャロス空港(サン・ドニ) |
| KLMオランダ航空                | アムステルダム・スキポール空港(アムステルダム) |
| ルフトハンザドイツ航空         | フランクフルト空港(フランクフルト) |
| スイス国際航空                 | チューリッヒ空港(チューリッヒ) |
| 中国国際航空                   | 深圳経由北京首都国際空港（北京市）、深圳宝安国際空港 （深圳市） |
| キャセイパシフィック航空       | 香港国際空港（香港） |
| シンガポール航空               | シンガポール・チャンギ国際空港（シンガポール）、ケープタウン国際空港(ケープタウン) |
| カンタス航空                   | シドニー国際空港（シドニー）、パース空港 (パース) (2025年12月7日より運航開始予定) |
| デルタ航空                     | ハーツフィールド・ジャクソン・アトランタ国際空港（アトランタ） |

### ターミナルB
| 航空会社                               | 就航地 |
| -------------------------------------- | --- |
| 南アフリカ航空                         | フェリックス・ウフェ＝ボワニ国際空港(アビジャン)、ンナムディ・アジキウェ国際空港(アブジャ)、コトカ国際空港(アクラ)、チレカ国際空港(ブランタイア)、マヤマヤ空港(ブラザヴィル)、ケープタウン国際空港(ケープタウン)、カジェフォウン空港(コトヌー)、レオポール・セダール・サンゴール国際空港(ダカール)、ジュリウス・ニエレレ国際空港(ダルエスサラーム)、ドゥアラ国際空港(ドゥアラ)、キング・シャカ国際空港(ダーバン)、イーストロンドン空港(イースト・ロンドン)、エンテベ国際空港(エンテベ)、ハラレ国際空港(ハラレ)、ヌジリ国際空港(キンシャサ)、ムルタラ・モハンマド国際空港(ラゴス)、クアトロ・デ・フェベレイロ空港(ルアンダ)、リーブルヴィル国際空港(リーブルビル)、リロングウェ国際空港(リロングウェ)、リビングストン空港(リビングストン)、ルサカ国際空港(ルサカ)、マプト国際空港(マプト)、サー・シウサガル・ラングーラム国際空港(モーリシャス)、ジョモ・ケニヤッタ国際空港（ナイロビ）、ンドラ空港(ンドラ)、ポワントノワール空港(ポアントノアール)、ポートエリザベス国際空港(ポートエリザベス)、ヴィクトリアフォールズ空港(ヴィクトリアフォールズ)、ウォルビスベイ空港(ウォルビスベイ)、ウィンドフック・ホセア・クタコ国際空港(ウィントフック) |
| サウスアフリカンエクスプレス           | ブルームフォンテーン空港(ブルームフォンテーン)、キング・シャカ国際空港(ダーバン)、イーストロンドン空港(イーストロンドン)、セレツェカーマ国際空港(ハボローネ)、ジョージ空港(ジョージ)、イーストゲート空港(フートスプレイト)、キンバリー空港(キンバリー)、ルブンバシ国際空港（ルブンバシ）、クルーガームプマランガ国際空港（ネルスプロイト）、ピーターマリッツブルグ空港(ピーターマリッツブルグ)、ポートエリザベス空港(ポートエリザベス)、リチャーズ・ベイ空港(リチャーズベイ)、ピラネスブルグ国際空港(サンシティ) |
| エアリンク                             | ケープタウン国際空港(ケープタウン)、 クルーガームプマランガ国際空港(ネルスプロイト)、ヘンドリック・ヴァン・エック空港(ファラボルワ)、ピーターマリッツブルグ空港(ピーターマリッツブルグ)、ポロクワネ国際空港(ポロクワネ)、スククーザ空港(スククザ)、ウムタタ空港(ウムタータ)、アピントン空港(アピントン) |
| コムエアー                             | ケープタウン国際空港(ケープタウン)、キング・シャカ国際空港(ダーバン)、ポートエリザベス空港 |
| モーリシャス航空                       | サー・シウサガル・ラングーラム国際空港(ポートルイス) |
| コンパニ－・アフリキャン・ダビアシオン | ヌジリ国際空港(キンシャサ)、ルブンバシ国際空港(ルブンバシ) |

### 貨物
アフリカ
- アフリカン国際航空
- サフェア
- トラモン航空
- ウィンビ・ディラ航空（WDA）

アジア
- シンガポール航空カーゴ

中東・西アジア
- エミレーツ・スカイカーゴ

アメリカ
- アトラス航空
- フェデックス運送

ヨーロッパ
- MK航空
- ルフトハンザカーゴ
- マーチンエア
- カーゴルックス航空